# فويتشخ ريمان
فويتشخ ريمان هو لاعب كرة قدم بولندي في مركز الوسط، ولد في 5 أغسطس 1988 في بولندا. لعب مع بييلسكو بياوا وراكو شيستوشوفا.

## وصلات خارجية
- فويتشخ ريمان على موقع قاعدة بيانات كرة القدم.إي يو (الإنجليزية)